# 瓦爾錢峰

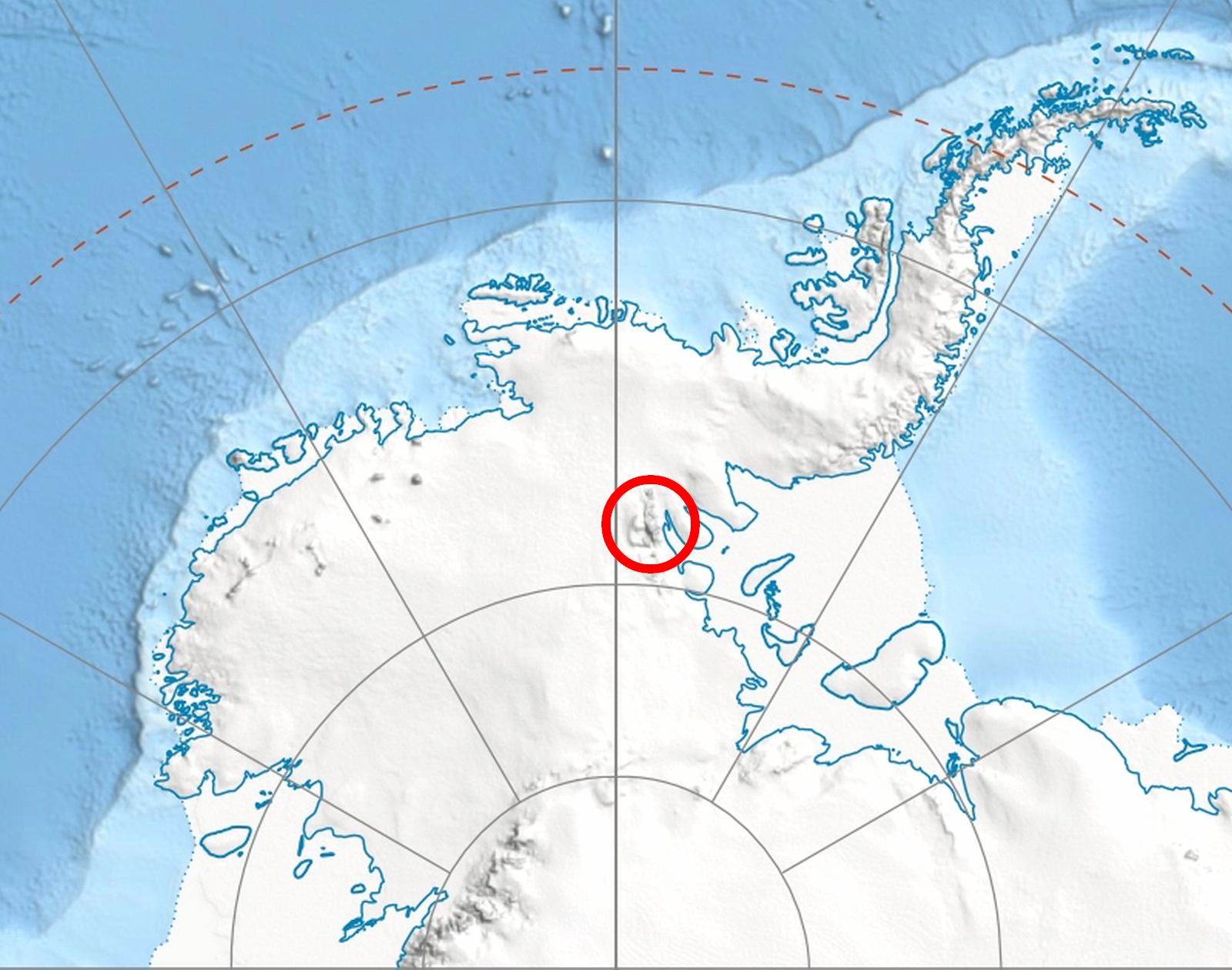

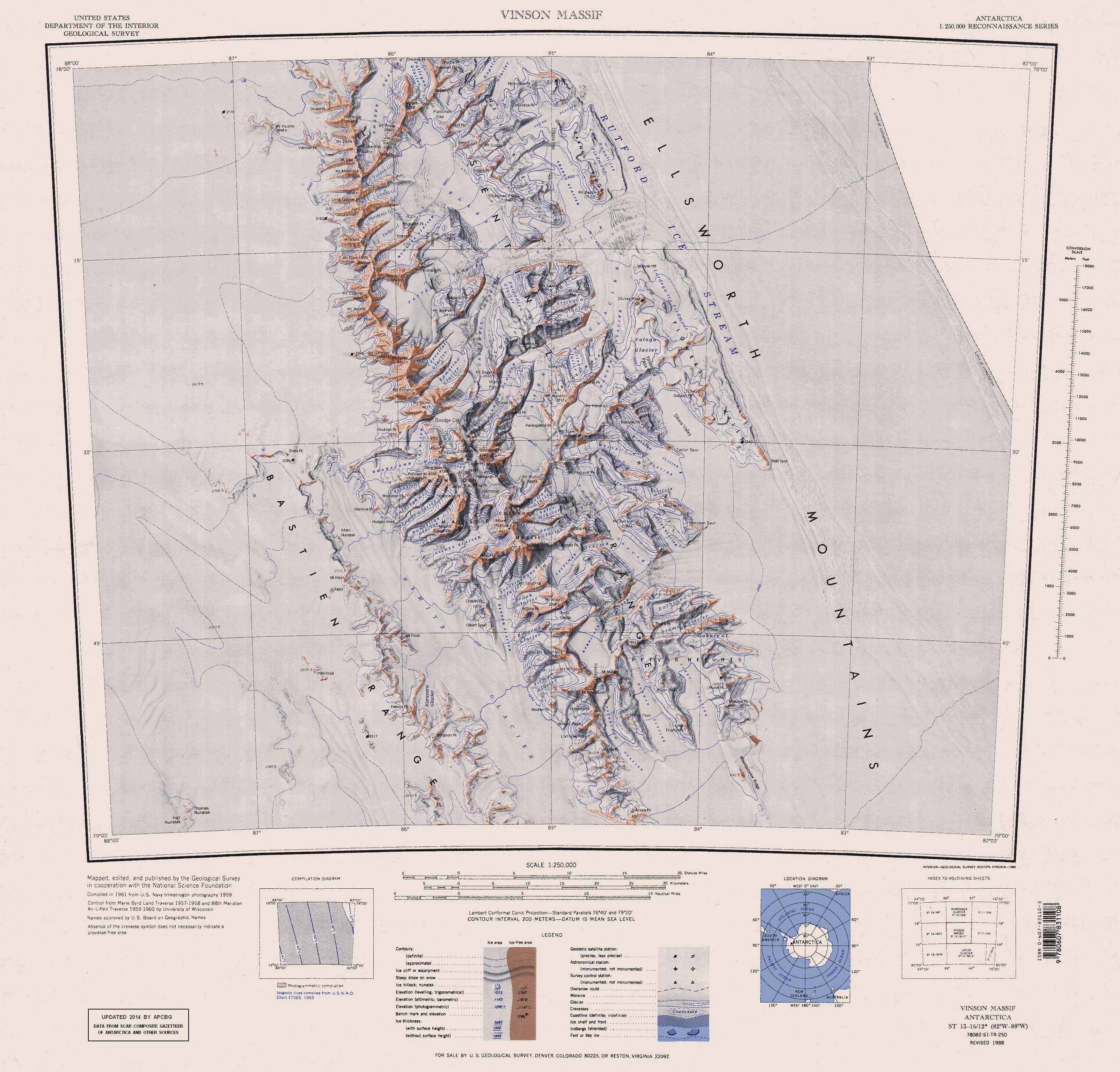

瓦爾錢峰（英語：Valchan Peak）是南極洲的山峰，位於埃爾斯沃思地，處於斯特拉希爾峰西南面5.73公里和赫爾山西南面5.1公里，屬於埃爾斯沃思山脈的一部分，海拔高度2,700米，現時由南極條約體系管理。